# Rakéta csapat

A Rakéta csapat jele, a vörös „R” betű

Rakéta Csapat (ロケット団; Hepburn: Roketto-dan; Team Rocket) a Pokémon című anime és mangasorozatban lévő egyik bűnszervezet. Fő céljuk az, hogy világuralomra törjenek. Klónozásos technológiával ők hozták létre MewTwo-t.

## Tagok (anime)
A Rakéta Csapatnak rengeteg tagja van (tudósok, katonák stb.), de a főbb tagok a következők:
- Giovanni: A Rakéta Csapat vezetője, ráadásul ő vezeti Tengerzöld város (Viridian City) edzőtermét is.
- Jessie (Musashi) és James (Kojirō): Jessie, James és egy beszélő Meowth alkotja ezt a triót. A sorozat egészében jelen vannak; fő céljuk a ritka és értékes pokémonok, legfőképp Pikachu begyűjtése. Arról álmodoznak, hogy egyszer híresek és gazdagok lesznek.
- Cassidy (Yamato) és Butch (Kosaburō): Egy másik Rakéta Csapat duó, akik alkalmanként felbukkannak Ash Ketchum és barátai életében. Ők Jassie és James fő riválisai.
- Namba Professzor: Egy tudós a Rakéta csapatban. Először a Johto régióban tűnik fel az animében; gyakran ad feladatot Butch-nak és Cassidy-nek.
- Pierce (Furinto): A Rakéta Csapat tagja, ő irányítja a Jessie-James-Meowth triót az Unova régióban.

## A trió

James, Jessie és Meowth

Jessie (Musashi), James (Kojirō) és Meowth (Nyarth) alkotja ezt a triót. Kétbalkezes tolvajok, akik folyamatosan, szinte megszállottan követik Ash Ketchum-ot annak érdekében, hogy ellopják a Pikachuját, melyről úgy vélik, rendkívül erős és értékes. Bár Ash-el és barátaival szemben ellenszenvesen viselkednek; néha azért kiderül, hogy időnként tudnak jószívűek is lenni. Megjelenésükkor mindig elszavalják a Rakéta Csapat indulóját. Jessie és James angol neve a vadnyugat egyik leghírhedtebb banditájából, Jesse James nevéből származik; míg japán nevüket a híres kardforgatók, Sasaki Kojirō és Miyamoto Musashi után kapták.
A Rakéta Csapat triójának indulója:
Jessie:Megmentjük a világot a pusztulástól
James:Zászlónk alatt egyesül majd minden ember
Jessie:Legyőzzük az igazság és a szeretet szellemét
James:Birodalmunk határa a kék ég
Jessie:Jessie
James:James
Jessie:A Rakéta Csapat fénysebességgel csap le az áldozatra
James:Add meg magad most rögtön vagy készülj a biztos halálra
Meowth:Úgy bizony,szavamra
Ezen kívül mikor legyőzik őket,általában azt mondják hogy a Rakéta Csapat már megint felsült(tovaszállt,leégett).

### Jessie
A trió legagresszívebb tagja. Szegény nevelőszülőknél nevelkedett fel, amíg az anyja inkább Rakéta Csapatra összpontosított. Mielőtt csatlakozott a Rakéta Csapathoz, ő arra törekedett, hogy nővér legyen; ám az iskola nem fogadta el a kérelmét. Jessie tulajdonában volt egy Wobbuffet, ami akarva-akaratlanul megjelent, ezért szinte a negyedik tagnak tekinthető.
- Pokémonjai az animében: Ekans-Arbok, Lickitung, Wobbuffet, Seviper, Yanma-Yanmega, Wurmple-Cascoon-Dustox, Pumpkaboo,Shelder
- Szinkronhangja: Japán hangját Megumi Hayashibara és Akiko Hiramatsu, angol hangját Rachael Lillis és Michele Knotz, míg magyar hangját Kiss Erika alakította.

### James
Néha siránkozónak, alázatosnak és nőiesnek ábrázolják; kezében egy szál rózsával. Rendkívül gazdag családban nőtt fel, de megszökött otthonról, mert szülei arra kényszerítették, hogy feleségül kell vennie egy Jessiebelle nevű lányt, akit nem is szeret, sőt utál. Volt egy Growlie nevű Growlithe Pokémonja, mely gyerekkorában a legjobb barátja volt; és volt neki egy Victreebel-e, amely szeretetből mindig megharapta a fejét, amikor kiküldte harcolni.
- Pokémonjai az animében: Koffing-Weezing, Magikarp-Gyarados, Weepinbell-Victreebel, Growlithe, Cacnea, Chimecho, Mime Jr., Carnivine, Inkay
- Szinkronhangja: Japán hangját Shin'ichirō Miki, angol hangját Ted Lewis, Eric Stuart és Carter Cathcart, míg magyar hangját Tóth Tamás, Markovics Tamás alakította.

### Meowth
Ő egy Pokémon. Kóbormacska életet élt Hollywoodban, mivel gazdája kidobta. Itt találkozott egy Meowhzie nevű másik Meowth-val, akibe szerelmes lett. Ő nem szerette viszont, mivel gazdája tehetős volt, és ezáltal mindent megkapott. Meowth úgy próbálta lenyűgözni őt, hogy megtanult két lábon járni, és emberi nyelven beszélni. Ahelyett, hogy ezzel mély benyomást tett volna rá, a lány inkább még jobban elutasította. Emiatt nagyon elkeseredett. Befogadja egy macskabanda, amit később otthagy és inkább belép a Rakéta Csapatba. Gyakran fantáziál arról, hogy ő lesz főnöke kedvenc macskája. Pikachu majdnem elkapta, ez kiderítette, hogy a Pokémonok el tudják kapni egymást.
- Szinkronhangja: Japán hangját Inuko Inuyama, angol hangját Nathan Price, Maddie Blaustein, Carter Cathcart, míg magyar hangját Minárovits Péter, Szokol Péter alakította.

## Lásd még
- A Pokémonok listája
- A Pokémon epizódjainak listája

## Fordítás
- Ez a szócikk részben vagy egészben  a   Team_Rocket_(anime) című angol Wikipédia-szócikk fordításán alapul.  Az eredeti cikk szerkesztőit annak laptörténete sorolja fel. Ez a jelzés csupán a megfogalmazás eredetét és a szerzői jogokat jelzi, nem szolgál a cikkben szereplő információk forrásmegjelöléseként.